# عبد الله هاني المصري
عبد الله هاني المصري (مواليد 1962، بيروت) هو ملحن لبناني-روسي يقيم حاليًا في الكويت، ويؤلف في الغالب أعمالًا أوركسترالية وأعمال موسيقى الحجرة، وقد عُزفت أعماله في إفريقيا وأوروبا والشرق الأوسط.

## الحياة والمسيرة
درس المصري الغيتار مع إيسا إسكاف في مدرسة موسيقية في حمانا بين عامي 1977 و1979، ودرس الغيتار ونظرية الموسيقى مع جوزيف أشخنيان في المركز الثقافي الإسباني في بيروت بين عامي 1979 و1982. ثم درس التأليف الموسيقي مع كونستانتين باتاشوف ورومان ليدينيوف، والنظرية والهارموني مع يوري فورونتسوف ويوري خولوبوف، ودرس التوزيع الأوركسترالي مع نيكولاي راكوف في معهد موسكو للموسيقى من 1982 إلى 1993، حيث حصل على درجة الماجستير في الفنون عام 1991 والدكتوراه في الموسيقى عام 1993.
من بين تكريماته حصوله على تنويه شرفي في مسابقة المؤلفين الشباب في كونسرفاتوار تشايكوفسكي (1988). وهو عضو نشط في اتحاد المؤلفين الروس منذ عام 1998. وقد عُزفت موسيقاه في مصر وفرنسا وألمانيا والكويت ولبنان وروسيا وسويسرا.
نشط المصري أيضًا في مجالات أخرى؛ فقد أسس الفرقة الصوتية "الجبال" عام 1977 وكتب لها أغانٍ بين عامي 1977 و1982. وفي وقت لاحق أسس فرقة "الولادة" الصوتية عام 1984، والتي قدمت عروضًا في ألمانيا وروسيا، وتفرقت عام 1990. بالإضافة إلى ذلك، ألّف كتبًا منها: الدورة العملية في التوزيع الأوركسترالي (1995، المعهد العالي للموسيقى بالكويت)، وآلات الأوركسترا (2001، المعهد الوطني العالي للموسيقى في بيروت), وكتاب الهارموني التقليدي "تناغم الألحان" (الكويت، مكتبة صوفيا، 2020).
كعازف غيتار، عمل مع فرقة الميادين (بقيادة مارسيل خليفة) بين 1977 و1982، وقام أيضًا بترتيب موسيقى لهذه الفرقة. وكان نشطًا أيضًا كعازف غيتار في فرق مختلفة في لبنان بين 1979 و1982، وجال في أوروبا والولايات المتحدة عام 1982. وقد درّس التأليف الموسيقي في المعهد العالي للموسيقى بالكويت والهيئة العامة للتعليم التطبيقي والتدريب منذ 1994. كما ألقى محاضرات في الكويت وروسيا.
ومن أبرز طلابه المؤلف الكويتي عبد العزيز شبكوه، الذي يكتب موسيقى كلاسيكية معاصرة بأساليب متعددة.
بالإضافة إلى الأعمال المدرجة أدناه، ألّف المصري العديد من أعمال المسرح.

## قائمة الأعمال الكاملة

### أوركسترالية
- سماعي، ناي، رق، أوركسترا وترية، 1983-1986 (جزء من "في المزاج العربي II"؛ يمكن عزفه منفصلًا)؛
- السيمفونية رقم 1، 1991؛
- السيمفونية رقم 2، 1994؛
- كونشيرتو الكمان، 2001؛
- كونشيرتو البيانو، 2003؛
- «مطر» لميزو-سوبرانو وبيانو وجوقة وأوركسترا، 2010؛
- كونشيرتو العود، 2011؛
- كونشيرتو التشيلو، 2012؛
- السيمفونية رقم 3، 2016؛
- السيمفونية رقم 4 (تأملات)، 2021؛
- قطعتان دعائيتان («أغنية جنائزية لبيروت» و«صلاة قصيرة لباسل صبا») لأوركسترا وترية وبوق فرنسي، 2020؛
- «تقويم للأطفال» (بالأسلوب القديم) للأوركسترا، 2020.

### موسيقى الحجرة
- سوناتا للكمان والبيانو، 1985؛[2]
- رباعية وترية، 1985–1986؛
- خماسي للكلارينيت، والقيثارة، والكمان، والفيولا، والتشيلو، 1986؛
- متتالية للفلوت والبيانو، 1986؛
- «في المزاج العربي I»، 1986–1987 (كل قسم من أقسامها الأربعة يمكن عزفه منفصلًا)؛
- «ثلاثة أمزجة» للكلارينيت مي بيمول، والكلارينيت، والكلارينيت الجهير، وكلارينيت الباسيت، 1988؛
- مرثية للكمان والتشيلو والبيانو، 1989؛
- رباعية غيتار، 4 غيتارات، 1996؛
- «جمالي والي» (لحن من أغنية فولكلورية عراقية)، 2002؛
- سوناتا بيانو، 2020.

### كورالية
- «في المزاج العربي II» (فوكاليز)، 1983–1986.

### غنائية
- قصيدة (كلمات بول شاوول)، باريتون وتشيلو وبيانو، 1987؛
- «مطر» لميزو-سوبرانو وبيانو وأوركسترا، 2010.